# Journal of Industrial Microbiology & Biotechnology
Das Journal of Industrial Microbiology & Biotechnology (JIMB) ist eine Fachzeitschrift aus dem Gebiet der technischen Mikrobiologie und Biotechnologie, die von der 1949 gegründeten Society for Industrial Microbiology and Biotechnology herausgegeben wird. Das Magazin erschien erstmals im März 1986 als Journal of Industrial Microbiology (JIM), der erste Chefredakteur war George E. Pierce. Dabei erschien die Zeitschrift anfänglich alle zwei Monate, heute erscheint sie monatlich. Seit 1996 erscheint sie unter dem heute genutzten Namen Journal of Industrial Microbiology and Biotechnology (JIMB). Im Jahr 2012 erscheint die Ausgabe 39 beim Verlag Springer Science+Business Media.

## Inhalt
Die Zeitschrift enthält Beiträge aus allen Bereichen der Biotechnologie, unter anderen zur Fermentation und Zellkultur, Biokatalyse, Umweltmikrobiologie, Biosynthese, Metabolic Engineering, Genomik, Bioinformatik und anderer Bereiche der angewandten Mikrobiologie. Dabei werden die Artikel einem Peer-Review unterzogen.
Der Impact Factor lag im Jahr 2014 bei 2,439. Nach der Statistik des ISI Web of Knowledge wird das Journal mit diesem Impact Factor in der Kategorie Biotechnologie und angewandte Mikrobiologie an 64. Stelle von 162 Zeitschriften geführt.

## Belege
1. 1 2 3  History of SIMB bei der Society for Industrial Microbiology and Biotechnology
2. ↑  2014 Journal Citation Reports, Science Edition (Thomson Reuters, 2015).